# Ivanka pri Nitre
Ivanka pri Nitre este o comună slovacă, aflată în districtul Nitra din regiunea Nitra, pe malul râului Nitra. Localitatea se află la altitudinea de 140 m deasupra n.m., se întinde pe o suprafață de 14,91 km2 și în 2017 număra 2.673 de locuitori.

## Istoric
Localitatea Ivanka pri Nitre este atestată documentar din 1400.

## Demografie
| An:                | 1994 | 2004   | 2014   | 2024    |
| ------------------ | ---- | ------ | ------ | ------- |
| Număr de persoane: | 2243 | 2417   | 2471   | 3083    |
| Diferență:         |      | +7,75% | +2,23% | +24,76% |

| An:                | 2023 | 2024   |
| ------------------ | ---- | ------ |
| Număr de persoane: | 3064 | 3083   |
| Diferență:         |      | +0,62% |